# Клодина (сеньора Монако)
Клодина (фр. Claudine, итал. Claudia, ок. 1451 — 19 ноября 1515) — правительница Монако в 1457—1458 годах, носила титул «дамы Монако» (фр. Dame de Monaco). Дочь Каталана и его жены Бьянки дель Карретто.
Получила титул после смерти своего отца Каталана в июле 1457 года. Монако фактически находилось под управлением регента — Помеллины Фрегосо (бабушки Клодины).
Перед смертью Каталан выбрал для Клодины будущего супруга — Ламберта Гримальди, сеньора Антиба. Брак должен был состояться после достижения Клодиной совершеннолетия. Ламберт претендовал на наследие Каталана как будущий муж его единственной наследницы, однако Помеллина Фрегосо не собиралась уступать власть и организовала заговор с целью убийства Ламберта. 16 марта 1458 года знатнейшие семейства Монако присягнули Ламберту, как своему сеньору, Помеллина бежала из страны.
29 августа 1465 года состоялась свадьба Клодины и Ламберта. Двое их сыновей (Жан и Люсьен) занимали в дальнейшем трон Монако.